# Hope Harbour
Hope Harbour är en vik i territoriet Falklandsöarna (Storbritannien). Den ligger i den västra delen av ögruppen, 200 km väster om huvudstaden Stanley.